# Kékedy Erzsébet
Kékedy Erzsébet (Kolozsvár, 1919. március 12. – Kolozsvár, 2009. június 8.) magyar vegyész, vegyészeti szakíró. Kékedy László felesége.

## Életútja
Szülővárosában a Református Leánygimnáziumban érettségizett (1937), a kolozsvári egyetemen szerzett kémia szakos oklevelet (1942), s itt kezdte oktatói és tudományos pályáját. A bróm-hidrogén oxidációjának mechanizmusa című értekezésével doktorált (1944), mint egyetemi lektor ment nyugalomba (1976).

## Munkássága
Fő kutatási témája a komplex vegyületek termikus bomlása. Kolozsvári társszerzőkkel közös szaktanulmányait hazai folyóiratok (Studii și Cercetări de Chimie, Studia Universitatis Babeș–Bolyai Series Chemia, Revista de Fizică și Chimie, Revue Roumaine de Chimie) és külföldi szaklapok (Journal of Inorganic and Nuclear Chemistry – London, Acta Chemica Academiae Scientiarum Hungaricae és Journal of Thermal Analysis – Budapest, Zsurnal Neorganicseszkoj Khimii – Moszkva) közölték.

## Egyetemi jegyzetei
- A kémia tanításának módszertana (Kolozsvár, 1968)
- Metodica predării chimiei (társszerző Maria Cosma, Kolozsvár, 1977)